# Vikingatida tempelbyggnader

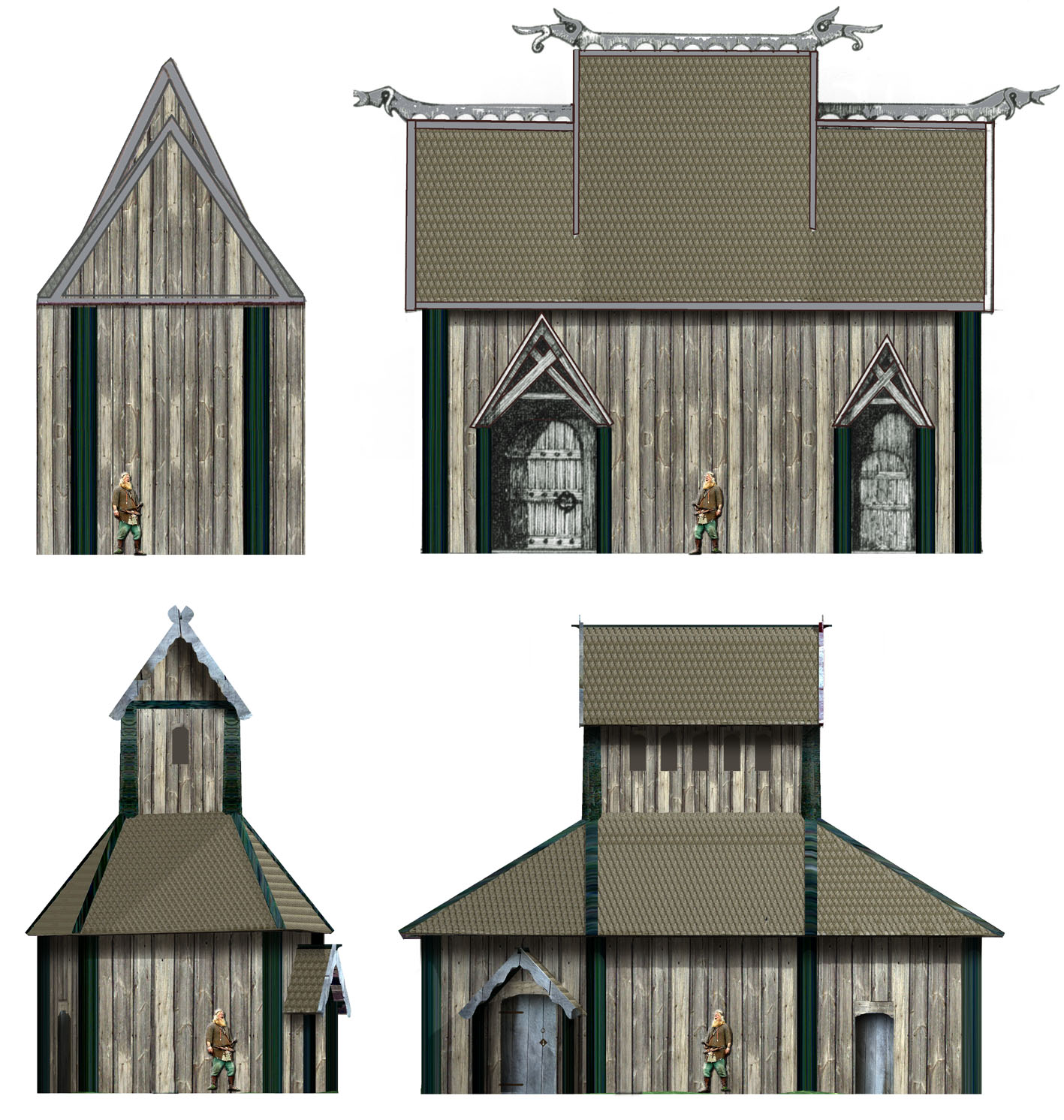
Uppåkratemplet. Överst Lundamodellen, nederst Foteviksmodellen.

De samtida skrivna källorna om vikingatidens religion och dess kult i Norden innan kristendomens införande är relativt få och mestadels influerade av kristna. I dessa framgår det till exempel att man utförde kulthandlingar på olika sätt och platser. Gutasagan berättar att man trodde ”på hult och hugar, vi och stavgårdar och på heden gud.” I flera dåtida skrifter omtalas också tempel eller heliga byggnader.

## Tempel i skriftliga källor

### Gamla Uppsala
Av vikingatidens tempel, eller gudahov, är det kanske mest berömda det tempel i Gamla Uppsala som beskrivs av Adam av Bremen runt 1070 efter troliga uppgifter från ögonvittnet, kungen Sven Estridsson:
| ” | I detta tempel, som är helt och hållet prytt med guld, dyrkar folket bilder av tre gudar. Den mäktigaste av dem, Tor, har sin tron mitt i salen. På var sin sida om honom sitter Oden och Frej. Man säger att de har följande betydelser: Tor, säger man, härskar i luften och råder över åska och blixt, vind och regn, solsken och gröda. Oden, det vill säga raseriet, styr krigen och ger människan kraft att bekämpa sina fiender. Den tredje, Frej, skänker de dödliga fred och njutning. De förser också hans bildstod med en väldig stående manslem. Oden framställer de beväpnad, liksom våra landsmän Mars. Tor däremot med sin spira tycks likna Jupiter. De dyrkar också till gudar upphöjda människor, som de skänker odödlighet till tack för stora bedrifter. De har tilldelat alla sina gudar präster, som frambär folkets blot. Om en farsot eller hungersnöd hotar, offrar man till Tors bildstod, om ett krig förestår till Oden, om ett bröllop skall firas till Frej. | „ |

I ett tillägg till själva huvudtexten är infogat följande beskrivning: 
| ” | En guldkedja omger templet. Den hänger över husets tak och strålar mot de ankommande på långt håll, därför att själva tempelområdet, beläget på slät mark, har berg placerade omkring sig liksom en teater. | „ |

Adam av Bremens källa är Sven Estridsson vilken som ung man mellan åren 1026 till 1038 tjänstgjorde hos den svenske kungen Anund Jakob. Även om Sven således haft möjlighet att själv se templet vet vi inte hur väl Adam återgett hans berättelse. Syftet med Adam av Bremens bok är okänt. Ett av de stora problemet vid tolkningen av källor som omtalar den nordiska gudatron är att nästan alla bevarade manuskript är skrivna av kristna författare. 

### Gudhem
Ett annat tempel finns omskrivet som kortast i Jomsvikingasagan, där Gudhem i Västergötland (alternativt Gudme på Fyn) omskrivs som Goðheimr. Där ska ett tempel ägnat åt Tor ha stått.

## Arkeologiska fynd

### Uppåkra

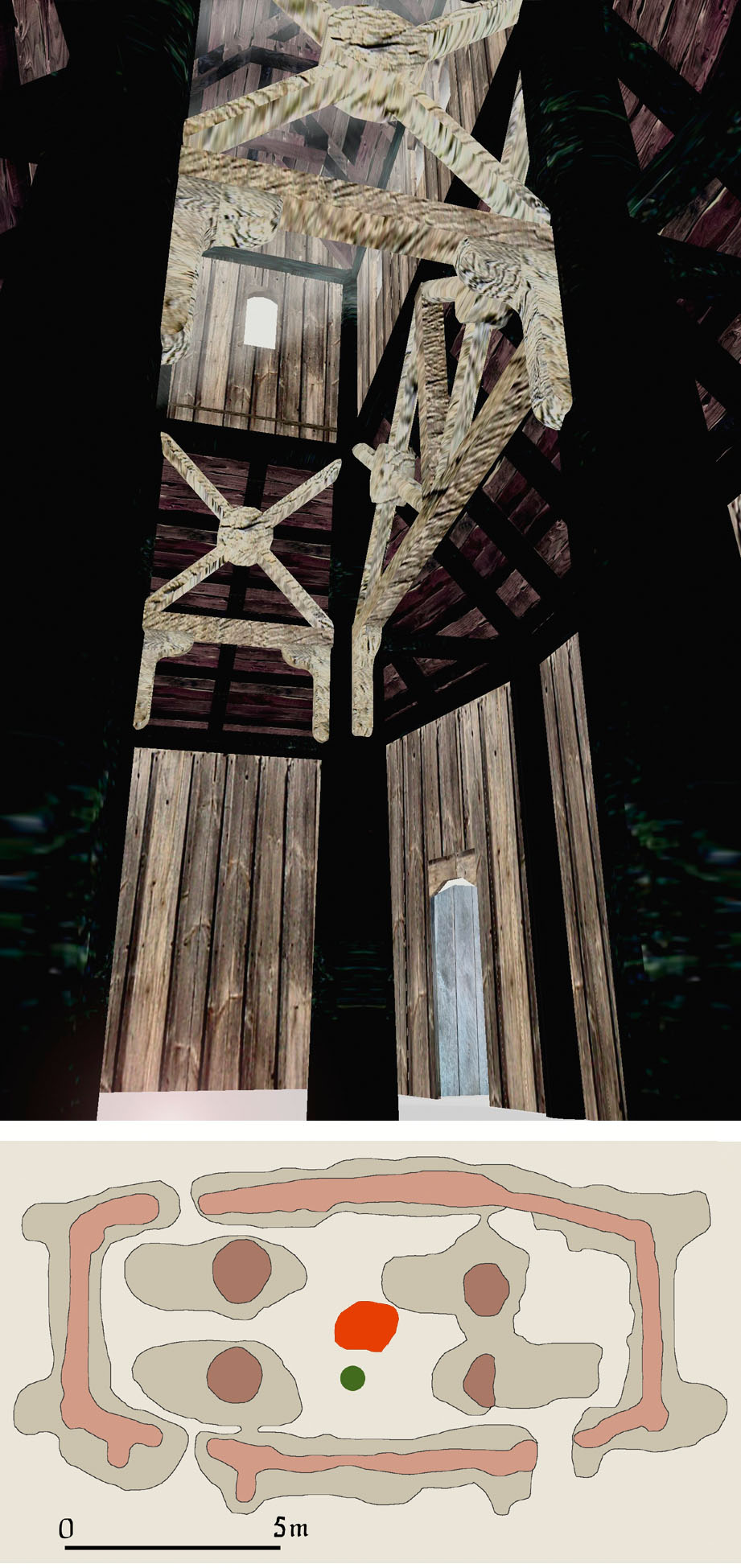
Överst interiör efter Foteviksmodellen. Underst planen som bland annat visar härden (rött) och fyndplatsen för bägaren och glasskålen (grönt).

Vid utgrävningar i Uppåkra strax söder om Lund har man funnit rester efter ett tempel från järnåldern, som stått där i flera hundra år före nedläggningen i slutet av 900-talet. Den äldsta tempelbyggnaden på platsen beräknas vara äldre än vikingatiden. Då hela byggnadens yta kunnat grävas fram och då platsen inte är skadad av senare bebyggelse eller annan grävning, har för första gången ett fornnordiskt tempel kunnat studeras i sin helhet rent arkeologiskt. Utgrävningar har också funnit föremål i templet, såväl bägare och glasskål som många guldgubbar.
Rester efter själva byggnaden består av nedgrävningar till de stolpar och träväggar som en gång funnits på platsen. Olika golvlager har också kunnat identifieras och man har också kunnat fastslå att templet under århundradena varit utsatt för nödvändiga ombyggnader samt minst en gång brunnit. Materialet har varit trä som stått nedgrävt i marken.

### Ranheim
År 2011 upptäcktes resterna av ett tempel eller kultplats som daterats till 400-talet som sedan övergivits och altare som täckts med jord och mossa under 900-talet. Resterna upptäcktes i Ranheim, utanför Trondheim. En 15-25 meter lång stig tycks ha varit utmarkerad med stenar, vilket tolkats som en processionsväg från närliggande byggnader. Ortnamnet ger även en anknytning till en asakult, gudinnan Ran. Resterna av templet förstördes efter att utgrävningen avslutats för att ge plats åt bostäder.

### Tissø
Vid Tissø i Danmark fann man vid utgrävning en mindre byggnad som tycks ha haft ett enda rum med ett högt tak, uppburet av höga pelare. En mängd föremål som frankiskt glas, djurben, smycken och amuletter med motiv ur den nordisk mytologin ger starka intryck av en kultbyggnad. I sjön har även en mängd vapen funnits vilket tyder på att vapen offrats i sjön.

### Hofstaðir
På gården Hofstaðir på Island har man i omgångar gjort utgrävningar 1908, 1965, 1991 och sedan 2002 en pågående utgrävning. Man har funnit resterna efter ett 42 meter långt och 8 meter brett långhus.
Byggnaden verkar ha haft ett antal sektioner; i den norra och södra sidan tycks det ha funnits två mindre "rum" medan huvuddelen utgjordes av en hall i mitten. Var del av byggnaden hade haft en egen eldstad. I huvuddelen fann man ett stort antal djurben samt ett av de mindre "rummen". Byggnadens placering skulle gjort den synlig och lättillgänglig. Av de djurben man funnit var det 23 skallar efter kor och tjurar som var av särskilt intresse. Dessa ska ha slaktats med ett slag mellan ögonen och hugg mot nacken, vilket skulle skiljt huvudet från resten av kroppen. Den specialiserade och opraktiska slaktmetoden ger intryck av rituell slakt. Detta tyder på att tjurarna och korna har offrats i dramatiska ritualer där slaktmetodens syfte var att skapa stora flöden av blod. Skallarna ska sedan ha stått uppvisade utomhus i åratal, vilket stämmer in på Al-Tartusis beskrivning av offer i Hedeby där skallarna av offrade djur ska ha visats upp utanför hemmet. De sista djuren tycks ha slaktats kring år 1000 efter Kristus, alltså i samband med kristnandet av Island.

### Lunda
I Lunda socken i Södermanland finns det tydliga spår av en hednisk kult, möjligen en fruktbarhetskult. Bland annat vittnar gårdsnamn som Thorstadha (Torstad) och Fröberga om detta, samt den berömda Rällingefiguren som anses föreställa Frej. På gården Lunda, från vilken socknen tar sitt namn, har man grävt ut en mindre byggnad som legat jämsides med ett långhus, liksom andra platser i Skandinavien. Bland föremålen funna i den fanns tre små figurer, gjutna i brons och helt eller delvis förgyllda. Liksom Rällingefiguren hade de tydlig fallos. En helig lund tycks också ha funnits på gården, då man funnit pärlor, knivblad, pilspetsar och ben ifrån olika djur, främst grisar och får, som bränts och krossats och tycks ha placerats i marken.

### Borg
I Borgs socken i Östergötland har man funnit rester av ett 6 x 7,5 m stort kulthus. Huset låg på gården Borg, varifrån socknen tar sitt namn. Runt huset fanns en 1000 kvadratmeter stor stenlagd gårdsplan där fynd av 98 amulettringar och 75 kilo ben gjorts. Dessa ben var ifrån svin, hästar och hundar, vilket går ihop med andra fynd förbundna vid platser för sakral verksamhet. De flesta av svinfynden är skallar vilket tolkats som att efter att djuren offrats har deltagarna i ceremonin ätit djuret medan huvudet har hängts upp utanför kulthuset, liksom på Hofstaðir. Inne i huset fanns några flata stenar som kan ha varit del av ett altare. Borg ligger vid Motala ström, som är en bra kommunikationsväg från Östergötland till Östersjön.

### Helgö
På Helgö, som möjligtvis betyder helig ö, finns spår av förkristen kult. Per Vikstrand har tolkat namnet som att platsen kan ha fungerat som någon slags gränsmarkör mellan människors värld och gudarnas. Liksom i Lunda har offer förekommit utomhus. Kulthuset tycks ha varit aktivt i omkring 600 år, från romersk järnålder till vikingatid, precis som fallet med Uppåkra. Guldgubbar från 700-talet och 63 kilo djurben har funnits på området. Återigen är majoriteten av benen skallben och andra köttfattiga delar av djuren. De djur man funnit ben ifrån var häst, hund, räv och höns. Ett utmärkande fynd är även spåren av bröd från 200-talet. Detta skulle vara de äldsta beläggen för brödbak i Sverige. Brödresterna fanns tillsammans med djurbenen, vilket kan betyda att man offrade bröd. Här finns också amulettringar som kommit att förknippas med sakrala platser.